# Brezje pri Poljčanah
Brezje pri Poljčanah este o localitate din comuna Poljčane, Slovenia, cu o populație de 123 de locuitori.